# Philippe Ginestet
Philippe Ginestet (Sainte-Livrade-sur-Lot, 15 aprile 1954) è un imprenditore e miliardario francese, nel 1981 fondatore, presidente e proprietario di GiFi, una catena di discount francese. Il Groupe Philippe Ginestet (GPG) ha oltre 700 negozi in Francia e Belgio. Nel 2017 ha rilevato i negozi Tati.
Ginestet è una delle persone più ricche di Francia con un patrimonio di 4 miliardi di dollari e uno dei maggiori rivenditori di abbigliamento.

## Biografia
Nativo di Sainte-Livrade-sur-Lot, Lot-et-Garonne, Francia, ha interrotto la scuola in terza elementare e ha iniziato a lavorare all'età di 12 anni come commerciante di cavalli con i suoi genitori. Negli anni '60, un indovino annunciò a sua madre Raymonde che “avrà successo meglio dei suoi genitori”. Successivamente diventò addetto alle pulizie di camion e fienili in Normandia, poi si dimise e divenne spazzino a Parigi. Di lì a poco divenne venditore porta a porta di elettrodomestici per la Electrolux e poi discount sui mercati.
Nel settembre 1981 vuole stabilizzarsi perché suo figlio sta iniziando la scuola. Ha aperto un negozio "Gifi the real discount" a Villeneuve-sur-Lot, un negozio che distribuisce prodotti a prezzi bassi per la casa e la famiglia. L'attività si svilupperà con la creazione di una centrale acquisti in Francia nel 1988, ad Hong Kong nel 2007 (GIFI Asia Ltd), magazzini logistici e numerosi punti vendita principalmente in Francia, ma anche in Belgio, Spagna e Marocco. In Francia, alcuni di questi punti vendita provengono dall'acquisizione dei negozi La Foir' Fouille . Lo sviluppo in Belgio avverrà successivamente con l'ingresso nel gruppo Trafic nel 2016 .
Nel 2000 acquista i Laboratori Maurice Mességué a Fleurance nel Gers, un laboratorio specializzato in piante, integratori alimentari e cosmetici naturali.
Nel giugno 2017, il tribunale commerciale di Bobigny ha scelto lui e il suo gruppo Gifi per il rilevamento del gruppo Tati. Lo stesso anno, il suo nome venne menzionato nel dossier di ottimizzazione fiscale del Malta Files; possiede una società con sede nel paradiso fiscale di Malta, che possiede diversi yacht e la sua società di scommesse online.
Philippe Ginestet è anche proprietario del complesso alberghiero Le Stelsia a Saint-Sylvestre-sur-Lot e degli Chalets Saint-Philippe a Megève.
Ha ottenuto la gestione del casinò Mimizan nel 2018 e di quelli di Granville 14 e Megève nel 2019, attraverso la sua società Casigimi (ribattezzata "Stelsia Casinos").

## Vita privata
Ginestet vive a Pujols, in Francia. È il padre di Alexandre Ginestet, amministratore delegato di Gifi.
La sua seconda moglie è la sua assistente Brigitte con la quale si è sposato a Las Vegas in compagnia di 80 dipendenti.

## Opere
- (FR) Philippe Ginestet, La vie est une idée de génie: la force d'aimer, Eyrolles, 2020, ISBN 978-2-416-00135-2.[9][10]